# Axinidris bidens
Axinidris bidens är en myrart som beskrevs av Steven O. Shattuck 1991. Axinidris bidens ingår i släktet Axinidris och familjen myror. Inga underarter finns listade.

## Bildgalleri

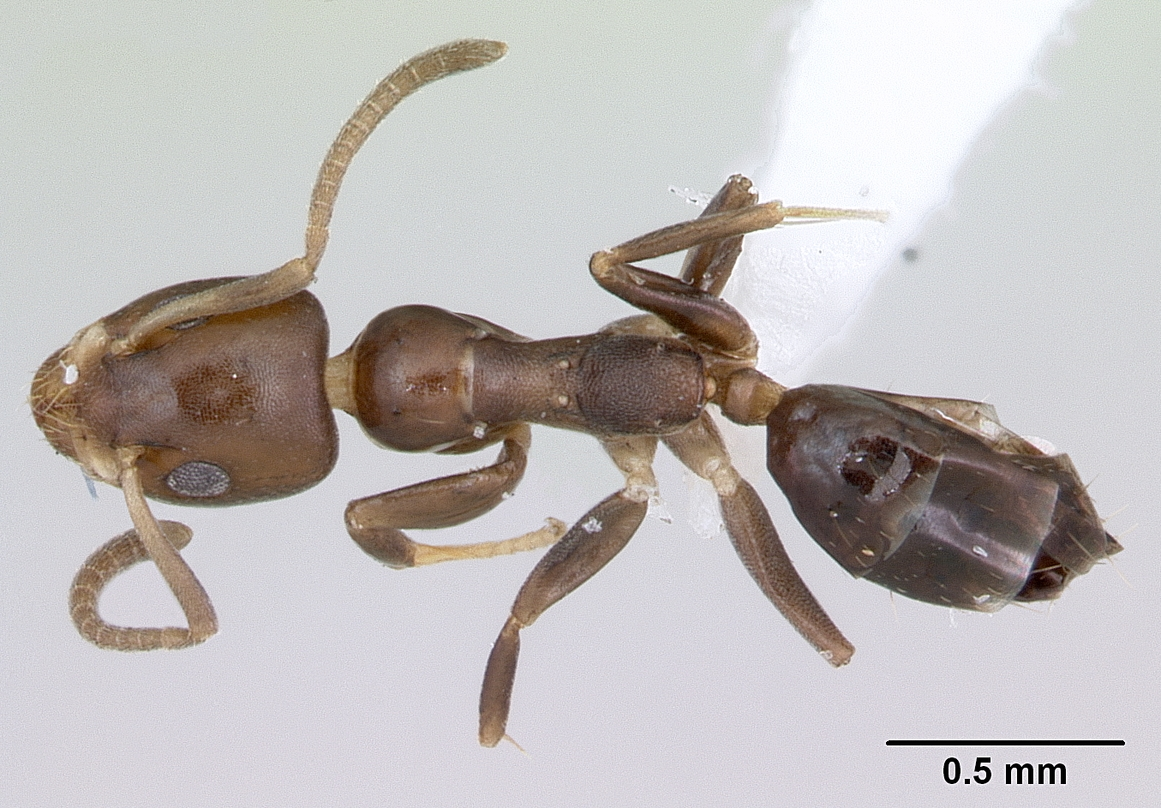
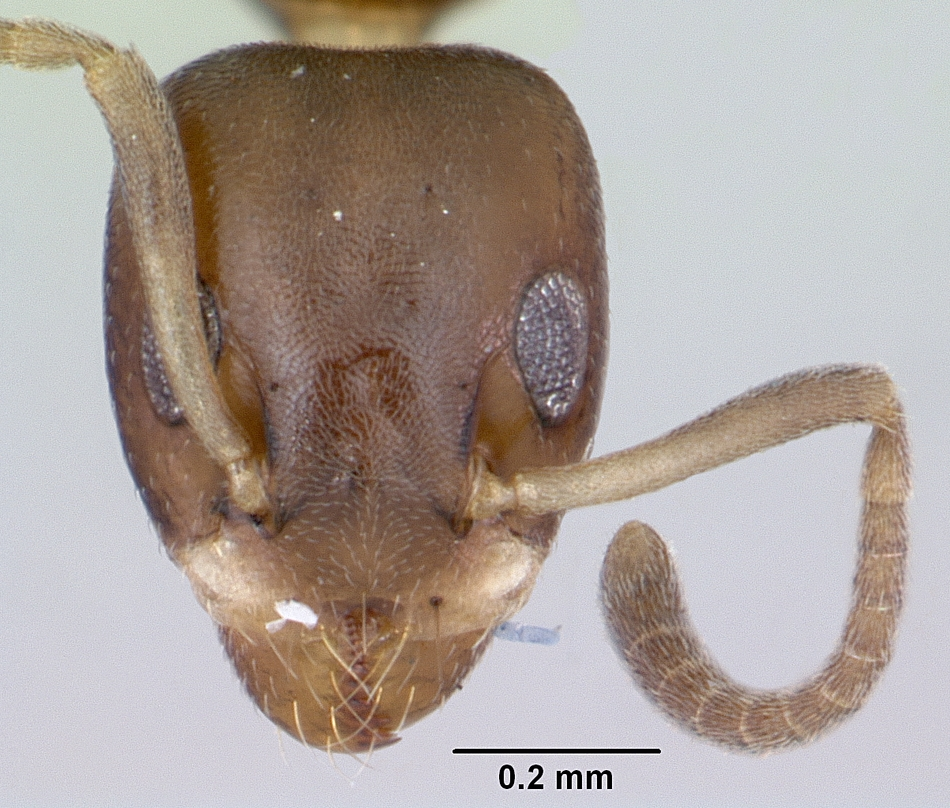
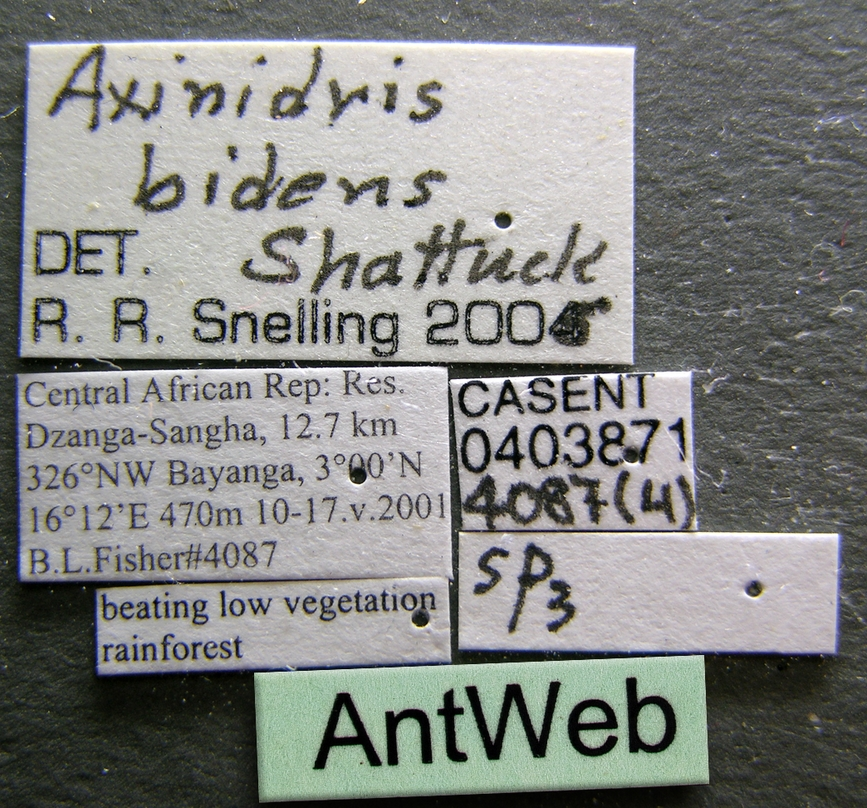
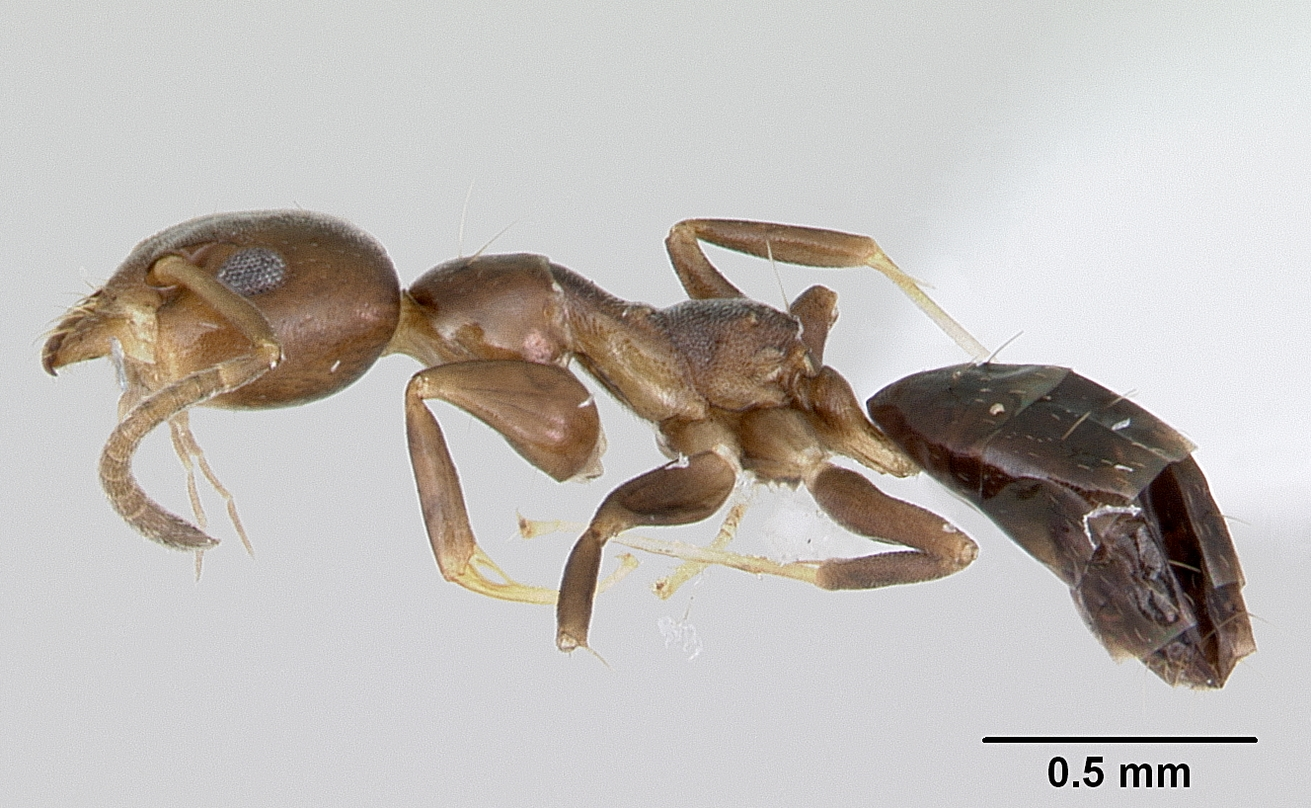